# Gerhard Richter

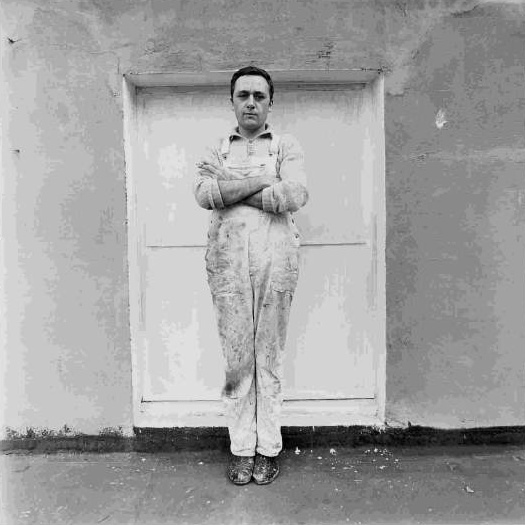
Gerhard Richter. Foto Lothar Wolleh, 1970.

Gerhard Richter, född 9 februari 1932 i Dresden, är en tysk målare. Han är verksam i Köln.

## Biografi
Gerhard Richter växte upp i Reichenau (idag Bogatynia, Polen) och Waltersdorf i Oberlausitz. Han gick handelsskola i Zittau och utbildade sig där till scen- och reklammålare. Han antogs till Hochschule der bildenden Künste i Dresden i dåvarande DDR 1951, där han var elev hos Karl von Appen, Heinz Lohmar och Will Grohmann. Under sin tid där följde skapande av väggmålningar i Dresdenakademins matsal och Dresdens hygienmuseum. Åren 1957–61 arbetade Richter vid akademin, där han fick uppdrag från staten och han skapade en omfattande samling av väggmålningar, oljemålningar och teckningar.
År 1961 flydde Richter via Västberlin till Västtyskland. Han fortsatte sina konststudier vid Konstakademin i Düsseldorf 1961–64. Han var sedan lärare i konst och 1967 gästdocent vid Hochschule für bildende Künste i Hamburg, innan han 1971 blev professor i måleri vid Konstakademin i Düsseldorf, en position han hade fram till 1993. Han nådde under 1960-talet framgång med utställningen Gerd Richter. Fotobilder, Portraits und Familien i München och ytterligare utställningar ägde rum i Düsseldorf och Berlin. År 1962 började han med sin Atlas], i vilken han samlat tidningsurklipp, fotografier, utkast, färgstudier, landskap, porträtt, stilleben och kollage, och vilken visades på Documenta X i Kassel 1997.
År 1988 fullbordades Richters målningscykel som presenterar en bildserie skapad utifrån polisfotografier av terroristgruppen Röda armé-fraktionens (RAF) sista dagar. Titeln på Richters bildcykel, 18 oktober 1977, refererar till ett dödsdatum för tre RAF-medlemmar, nämligenAndreas Baader, Gudrun Ensslin och Jan-Carl Raspe. Richters kyliga, lakoniska, lågmälda närmande till detta djupt oroande ämne förmedlas av hans omsorgsfullt distanserade och kontrollerade teknik likaväl som av objektiviteten som är förbunden med att arbeta efter fotografier. Målningarnas patos ligger i avsaknaden av någon som helst högtravande attityd. De skall förstås som motsvarigheten till begravningsmusik, fyllda av medkänsla för ungdomen och dess förlorade hopp och illusioner, i synnerhet illusionen att det är möjligt att förändra världen.

## Värdering av verk
År 2012 såldes Richters Abstraktes Bild för 34 miljoner US-dollar. Detta var då den högsta summa som hade betalats för en tavla av en ännu levande konstnär. Rekordet slogs i maj 2013 av en annan målning av Richter, Domplatz, Mailand, som såldes för 37,1 miljoner US-dollar.